# جائزة فرنسا الكبرى 1956
جائزة فرنسا الكبرى 1956 هو سباق فورمولا 1 أقيم بتاريخ 1 يوليو 1956 في رانس، فرنسا. كان الخامس من أصل 8 في بطولة العالم لسباقات الفورمولا واحد موسم 1956. حلّ البريطاني بيتر كولينز أولا.